# Primož Trubar
Primož Trubar (Raščica, 9 giugno 1508 – Derendingen, 28 giugno 1586) è stato un religioso, scrittore e riformatore sloveno.

## Biografia
Nato a Raščica, minuscolo villaggio della Carniola inferiore, nel 1508, fu dapprima sacerdote cattolico e, in seguito, pastore luterano in Germania. Si avvicinò al luteranesimo alla scuola del vescovo di Trieste, Pietro Bonomo, e divenne il più attivo animatore della riforma protestante in terra slovena.
Nel 1550, pubblicò il primo libro stampato in lingua slovena, Katekizem (Catechismo), cui seguì Abecedarium (Abecedario, sempre del 1550).
Considerato il padre della letteratura slovena, Trubar fu autore di più di venticinque libri in lingua slovena, i più importanti dei quali furono le traduzioni in sloveno del Nuovo Testamento (1555-1577) e dei Salmi (1566).
L'opera di Trubar trasse senz'altro notevole ispirazione dall'incontro, in terra tedesca, con Pier Paolo Vergerio il giovane (1498-1565), in precedenza nunzio apostolico a Vienna e in Germania, già vescovo di Capodistria, e passato anch'egli alla Riforma, con il quale collaborò alla traduzione in sloveno del Nuovo Testamento.
In seguito i due, con la protezione e l'aiuto finanziario del barone Johannes Ungnad von Sonneck (1493-1564), ex governatore della Stiria e della Carinzia, aprirono una tipografia e un istituto di studi biblici a Urach (nei pressi di Tubinga), che, dal 1561 al 1564, stampò una serie di opere religiose (37 libri per un totale di 25 000 copie) in lingua slovena, croata ed italiana, quali: il Piccolo Catechismo di Lutero, il Beneficio di Cristo, la Confessio Augustana e la relativa Apologia.

Primož Trubar raffigurato sulla moneta da 2 euro nel 2008 per celebrare i 500 anni dalla sua nascita